# Thorkild Thyrring
Thorkild Thyrring (født 24. oktober 1946 i København) er en tidligere dansk racerkører, der blandt andet har deltaget i 24 Timers Le Mans og mange forskellige sportsvognsserier. Thyrring debuterede i 1960'erne.

## Motorsport
I sin karriere har Thorkild Thyrring modtaget Dansk Automobil Sports Unions Guldmedalje fire gange. Det er sket for tre
gange at vinde den FIA-sanktionerede Europacup for racersportsvogne (Sport 2000), som den førstedansker at hjemtage et officielt FIA Verdensmesterskab (World Sports Prototypes, C2 Le Mans Cars), besætte tredjepladsen i FIA World Cup for racersportsvogne på Monza i 2000 og individuelle klassesejre i VM løb for racersportsvogne (Silverstone, Spa-banen og Fuji Speedway).
I tilgift har Thorkild Thyrring vundet en række åbne, internationale mesterskaber i bl.a. England (to
gange), Skandinavien (to gange) Benelux (en gang) og Danmarks Grand Prix (ni gange).
Han har modtaget flere hædersbevisninger, bl.a. Automobil Sports Klubbens (ASK) Hölzer Pokal (3 gange) og Guldnål (to gange).

### Resultater fra 24 Timers Le Mans
Ni gange har Thorkild Thyrring deltaget i 24 Timers Le Mans og som første
dansker placeret sig i top 10. Han har gennemført to løb.
| År   | Team                                | Co-Drivers                     | Bil                            | Klasse | Runder | Pos.   | Klasse Pos. |
| ---- | ----------------------------------- | ------------------------------ | ------------------------------ | ------ | ------ | ------ | ----------- |
| 1986 | TIGA-Ford                           | John Sheldon Nick Nicholson    |                                | C2     | 125    | Udgået | Udgået      |
| 1987 | TIGA-Ford                           | John Sheldon Ian Harrower      |                                | C2     | 114    | 10     |             |
| 1988 | Spice SE88C                         |                                | Ford Cosworth                  | C2     | 281    | Udgået | Udgået      |
| 1989 | Spice SE88C                         |                                | Ford Cosworth                  | C1     | 150    | Udgået | Udgået      |
| 1993 | Lotus Sport Chamberlain Engineering | Yojiro Terada Peter Hardman    | Lotus Esprit S300              | GT     | 92     | Udgået | Udgået      |
| 1994 | Lotus Sport Chamberlain Engineering | Klaas Zwart Andreas Fuchs      | Lotus Esprit S300              | GT2    | 28     | Udgået | Udgået      |
| 1995 | Agusta Racing Team                  | Almo Coppelli Patrick Bourdais | Callaway Corvette Supernatural | GT2    | 96     | Udgået | Udgået      |
| 2005 | Sebah Automotive Ltd.               | Lars Erik Nielsen Pierre Ehret | Porsche 911 GT3-RSR            | GT2    |        | 19.    | 5.          |
| 2006 | Sebah Automotive Ltd.               | Christian Ried Xavier Pompidou | Porsche 911 GT3-RSR            | GT2    |        | Udgået | Udgået      |

### Andet
Thyrring arbejder også som foredragsholder for erhvervslivet. I 2006 var han, sammen med Ingvar Cronhammar, med til at arrangere udstillingen RACING CARS - The Art Dimension på Kunstmuseet ARoS i Aarhus.
Thyrring står derudover bag den Internationale Racing Festival, der siden sin start har indkørt omkring 17 mio. kr. til bl.a. Dansk Røde Kors.[kilde mangler]
Thyrring er tre gange blevet frakendt sit kørekort - senest i december 2014.